# FIBA
Federația Internațională de Baschet (în engleză International Basketball Federation), cunoscută mai mult ca FIBA, FIBA World sau FIBA International, acronim derivat de la numele său din franceză Fédération Internationale de Basket-ball, este o asociație de organizații naționale, care conduce competițiile internaționale de baschet. Cunoscută inițial ca Fédération Internationale de Basketball Amateur (de aici și FIBA), în 1989 ea a înlăturat cuvântul Amateur din numele oficial, dar a păstrat inițialele "BA" care acum reprezintă primele două litere din  basketball (baschet).
FIBA este forul care definește regulile internaționale ale baschetului, specifică echipamentul și facilitățile necesare, monitorizează transferul sportivilor și controlează numirea arbitrilor internaționali. Un total de 213 federații naționale sunt membre FIBA, care din 1989 e organizată în 5 zone sau "comisii": Africa, Americas, Asia, Europe și Oceania.

## Istorie

FIBA e divizată în 5 federații continentale

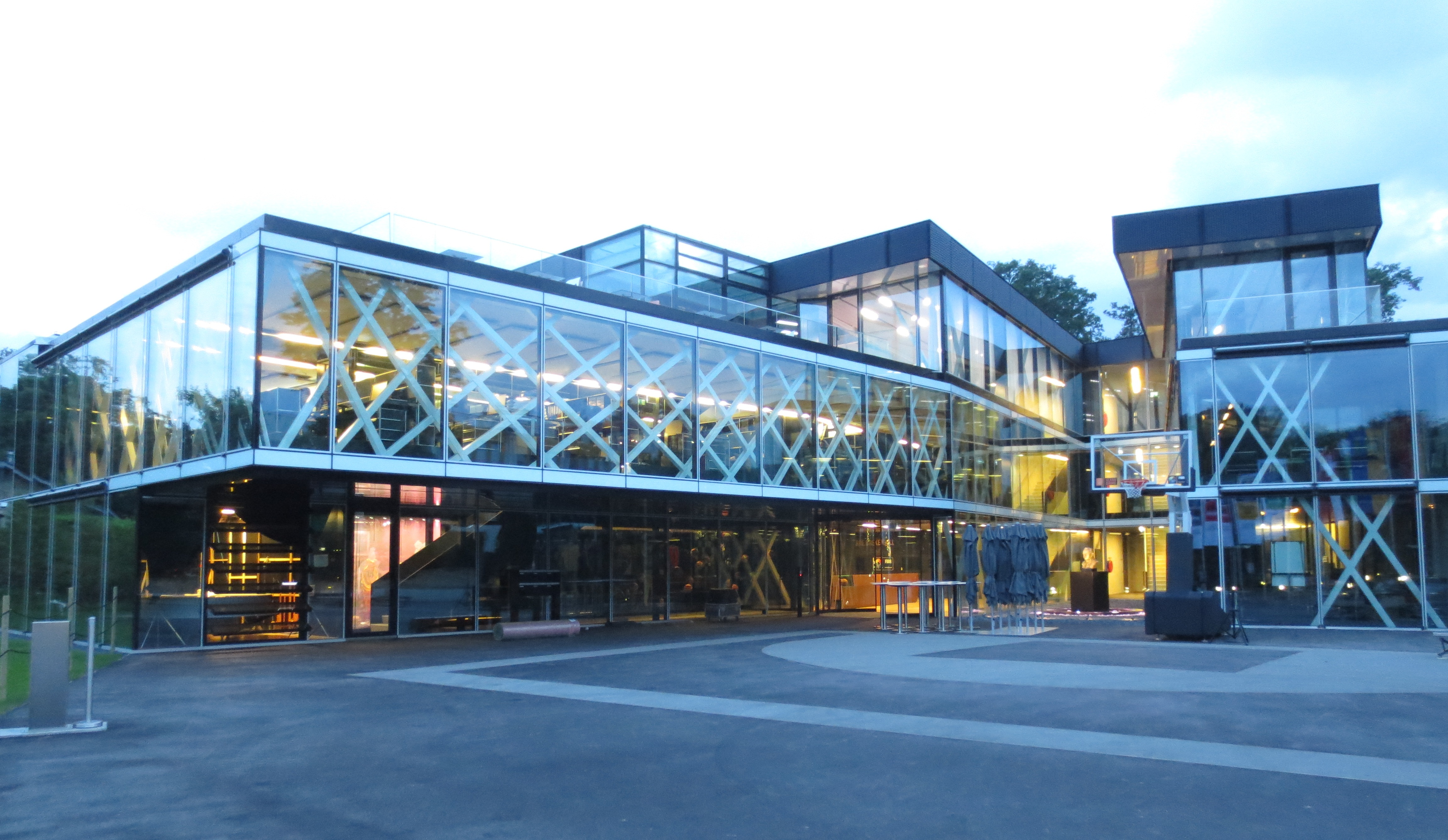
FIBA în Mies

### Președinți
- 1932–1948:  Leon Bouffard
  - 1932–1939:  James A. Naismith (onorific)
- 1948–1960:  Willard Greim
- 1960–1968:  Antonio dos Reis Carneiro
- 1968–1976:  Abdel Moneim Wahby
- 1976–1984:  Gonzalo Puyat II
- 1984–1990:  Robert Busnel
- 1990–1998:  George E. Killian
- 1998–2002:  Abdoulaye Seye Moreau
- 2002–2006:  Dr. Carl Men Ky Ching (Hong Kong)
- 2006–2010:  Bob Elphinston
- 2010–2014:  Yvan Mainini
- 2014–prezent:  Horacio Muratore

### Secretari generali
- 1932–1976:  Renato William Jones
- 1976–2002:  Borislav Stanković
- 2002–prezent:  Patrick Baumann

## Clasamentul mondial FIBA
- #1 echipa masculină:  SUA
- #1 echipa feminină: USA
- #1 echipa masculină de tineret: USA
- #1 echipa feminină de tineret: USA
- #1 clasamente combinate:  United States